# Fabian Liedtke
Fabian Liedtke (* 5. Oktober 2004) ist ein deutscher Basketballspieler.

## Werdegang
Liedtke war in der Nachwuchs-Basketball-Bundesliga (NBBL) Mitglied der von den Telekom Baskets Bonn und den Dragons Rhöndorf gebildeten Spielgemeinschaft, im Herrenbereich spielte er für Bonn III in der Oberliga. Im Sommer 2022 wechselte er zum Zweitligisten VfL SparkassenStars Bochum und gleichzeitig zur Spielgemeinschaft Metropol Baskets Ruhr (NBBL), an der der Bochumer Verein beteiligt ist. Im November 2022 schickte ihn Bochums Trainer Félix Bañobre zu einem ersten Einsatz in der 2. Bundesliga ProA aufs Spielfeld.